# 1993 QE1
1993 QE1 är en asteroid i huvudbältet som upptäcktes den 19 augusti 1993 av den amerikanska astronomen Eleanor F. Helin vid Palomarobservatoriet.
Asteroiden har en diameter på ungefär 7 kilometer och den tillhör asteroidgruppen Eunomia.